# Kids' Choice Awards 2004
La 16ª edizione dei Nickelodeon Kids' Choice Awards si è svolta il 3 aprile 2004 presso il Pauley Pavilion di Los Angeles (per la terza volta dopo l'edizione del 1999) e trasmesso in diretta dalla rete statunitense di Nickelodeon.
Hanno condotto l'edizione Cameron Diaz e Mike Myers, anche per promuovere il film d'animazione del 2004 Shrek 2, per cui figurarono come doppiatori.
Il gruppo musicale OutKast, che alla premiazione si sono esibiti col singolo "Hey Ya!", e il film d'animazione Alla ricerca di Nemo sono stati i candidati che hanno ottenuto maggior premi con 2 KCA Blimp vinti.

## Candidature
I vincitori sono indicati in grassetto.

### Televisione

#### Serie TV preferita
- All That
- Friends
- Fear Factor
- Lizzie McGuire

#### Attore televisivo preferito
- Frankie Muniz – Malcolm
- Romeo Miller – Romeo!
- Ashton Kutcher – That '70s Show
- Bernie Mac – The Bernie Mac Show

#### Attrice televisiva preferita
- Raven-Symoné – Raven
- Hilary Duff – Lizzie McGuire
- Jamie Lynn Spears – All That
- Jennifer Aniston – Friends

#### Serie animata preferita
- SpongeBob
- I Simpson
- La famiglia Proud
- Due fantagenitori

### Cinema

#### Film preferito
- Alla ricerca di Nemo (Finding Nemo), regia di Andrew Stanton
- Una settimana da Dio (Bruce Almighty), regia di Tom Shadyac
- Elf - Un elfo di nome Buddy (Elf), diretto di Jon Favreau
- L'asilo dei papà (Daddy Day Care), regia di Steve Carr

#### Attore cinematografico preferito
- Jim Carrey – Una settimana da Dio
- Ashton Kutcher – Oggi sposi... niente sesso
- Mike Myers – Il gatto... e il cappello matto
- Eddie Murphy – L'asilo dei papà

#### Attrice cinematografica preferita
- Amanda Bynes – Una ragazza e il suo sogno
- Halle Berry – X-Men 2
- Cameron Diaz – Charlie's Angels - Più che mai
- Queen Latifah – Un ciclone in casa

#### Voce in un film d'animazione preferita
- Ellen DeGeneres – Alla ricerca di Nemo
- John Goodman – Il libro della giungla 2
- Brad Pitt – Sinbad - La leggenda dei sette mari
- Bruce Willis – I Rugrats nella giungla

#### Peto preferito in un film
- Kangaroo Jack - Prendi i soldi e salta
- Cani dell'altro mondo
- L'asilo dei papà
- Alla ricerca di Nemo

### Musica

#### Gruppo musicale preferito
- Outkast
- B2K
- Good Charlotte
- No Doubt

#### Cantante maschile preferito
- Nelly
- Bow Wow
- Nick Cannon
- Justin Timberlake

#### Cantante femminile preferita
- Hilary Duff
- Ashanti
- Beyoncé
- Jennifer Lopez

#### Canzone preferita
- Hey Ya! – OutKast
- Bump, Bump, Bump – B2K
- Crazy in Love – Beyoncé (featuring Jay-Z)
- Where Is the Love? – The Black Eyed Peas (featuring Justin Timberlake)

### Sport

#### Atleta maschile preferito l
- Tony Hawk
- Shaquille O'Neal
- Sammy Sosa
- Tiger Woods

#### Atleta femminile preferita
- Mia Hamm
- Kelly Clark
- Serena Williams
- Venus Williams

#### Squadra sportiva preferita
- Los Angeles Lakers
- Chicago Cubs
- Miami Dolphins
- New York Yankees

### Miscellanea

#### Videogioco preferito
- SpongeBob SquarePants: Battle for Bikini Bottom
- Alla ricerca di Nemo
- Harry Potter e la Coppa del Mondo di Quidditch
- Super Mario Bros. 3 (per Gameboy Advance)

#### Libro preferito
- Harry Potter
- Il Signore degli Anelli
- Buchi nel deserto
- Capitan Mutanda

### Premi speciali

#### Wannabe Award
- Adam Sandler

#### Miglior rutto
- Hugh Jackman